# Mastacomys fuscus
Mastacomys fuscus е вид бозайник от семейство Мишкови (Muridae), единствен представител на род Mastacomys. Видът е почти застрашен от изчезване.

## Разпространение
Разпространен е в Австралия.